# Siborong-Borong I
Siborong-Borong I is een bestuurslaag in het regentschap Tapanuli Utara van de provincie Noord-Sumatra, Indonesië. Siborong-Borong I telt 2269 inwoners (volkstelling 2010).